# Süreyya Duru
Süreyya Duru (Samsun, 9 agosto 1930 – Istanbul, 21 febbraio 1988) è stato un regista e produttore cinematografico turco.

## Biografia
Duru ha frequentato il Liceo Galatasaray, laureandosi presso la Facoltà di Giurisprudenza dell'Università di Istanbul. È il figlio del produttore cinematografico Naci Duru. Come direttore di produzione ha iniziato dal 1955 per diventare regista nel 1960. Ha fondato una società chiamata Murat Film, lavorando con il padre come produttore.
È morto dopo un infarto durante le riprese di Ada. La sua tomba si trova nel cimitero di Feriköy di Istanbul.

## Filmografia

### Regista
- Istanbul'da ask baskadir (1961)
- Atesli kan (1962)
- Iki çalgicinin seyahati (1963)
- Yakilacak kitap (1963)
- Disi örümcek (1963)
- Büyük yemin (1963)
- Döner ayna (1964)
- Avare Yavru ve Filinta kovboy (1964)
- Soför Nebahat ve kizi (1964)
- Sahane zügürtler (1964)
- Kavga var (1964)
- Sevgim ve gururum (1965)
- Soför Nebahat bizde kabahat (1965)
- Ask ve intikam (1965)
- Siyahli kadin (1966)
- Malkoçoglu (1966)
- Damgali adam (1966)
- Zengin ve serseri (1967)
- Malkoçoglu - krallara karsi, co-regia di Remzi Jöntürk (1967)
- Bir söförün gizli defteri, co-regia di Remzi Jöntürk (1967)
- Daglari bekleyen kiz (1968)
- Yakilacak kitap (1968)
- Malkoçoglu - kara korsan, co-regia di Remzi Jöntürk (1968)
- Kader (1968)
- Malkoçoglu - akincilar geliyor, co-regia di Remzi Jöntürk (1969)
- Alageyik (1969)
- Soför Nebahat (1970)
- Selahattin Eyyubi (1970)
- Beyaz güller (1970)
- Askin kanunu (1971)
- Keloglan (1971)
- Ömrümce unutamadim (1971)
- La meravigliosa favola di Cenerentola (Sinderella külkedisi) (1971)
- Malkoçoglu - kurt bey (1972)
- Hayatimizin En Güzel Yillari (1972)
- Her Safakta Ölürüm (1973)
- Rabia: Ilk Kadin Evliya (1973)
- Nefret (1974)
- Aç gözünü Mehmet (1974)
- Bedrana (1974)
- Çilgin Arzular (1974)
- Azgin Bakireler (1975)
- Kara çarsafli gelin (1975)
- Ben bir garip keloglanim (1976)
- Gunesli bataklik (1978)
- Derya Gülü (1979)
- Geçim otobüsü, co-regia di Remzi Jöntürk (1984)
- Fatmagül'ün suçu ne (1986)
- Uzun Bir Gece (1987)
- Çil horoz (1988)
- Ada (1988)